# Киевское слово
«Ки́евское сло́во» — ежедневная газета, публиковавшаяся в Киеве (Российская империя). Газета выходила на русском языке с 1886 по 1905 год (всего 6425), когда была закрыта властями и продолжала выходить под названием «Новый век» в январе-марте 1906 года (90 номеров), после чего была окончательно закрыта.
Газету издавал Стефан Васильевич Кульженко (1836—1906), ему же принадлежали газета «Заря» и «Киевская газета».
Редактором газеты  «Киевское слово» был экономист Антонович А.Я. (1886-1893), затем В. М. Богданов.
В «Киевском слове» активно печатался известный русский писатель Александр Куприн. Именно здесь вышли его «Миниатюры» и почти весь цикл «Киевские типы».
В конце 1890-х годов газета «Киевское слово» была одной из самых крупных в России (за пределами столиц), её тираж составлял от 2 тысяч до 5 тысяч экземпляров.
Редакция газеты размещалась на улице Владимирской, в доме № 43.
В конце 2006 года в Киеве начала выходить еженедельная газета с таким же названием.
В 2008 прекратила существование.